# 2-я Радиаторская улица
2-я Радиаторская улица — улица в Северном административном округе города Москвы на территории Войковского района. Проходит от пересечения со 2-м Войковским проездом до пересечения с 4-м Войковским проездом. Нумерация домов ведётся от 2-го Войковского проезда.

## Происхождение названия
Улица получила своё название в связи с близостью к чугулинолитейному заводу им. Войкова, выпускавшему радиаторы (ныне не существует).

## Описание
Длина — 480 метров. Переулок начинается пересечением со 2-м Войковским проездом и заканчивается пересечением с 4-м Войковским проездом.
Автомобильное движение — по одной полосе в каждом направлении. Светофоров нет. Частично оборудована тротуарами.

## Здания и сооружения
д. 9 — Школа № 2099, подразделение № 2

## Общественный транспорт
Наземный общественный транспорт по улице не ходит.
- Станция метро  Войковская — в 250 метрах от начала переулка.
- Платформа Стрешнево Рижского направления (МЦД-2) и станция Стрешнево (МЦК) — в 370 метрах от начала переулка.
- Станция Балтийская (МЦК) — в 660 метрах от конца переулка.

## Фотогалерея

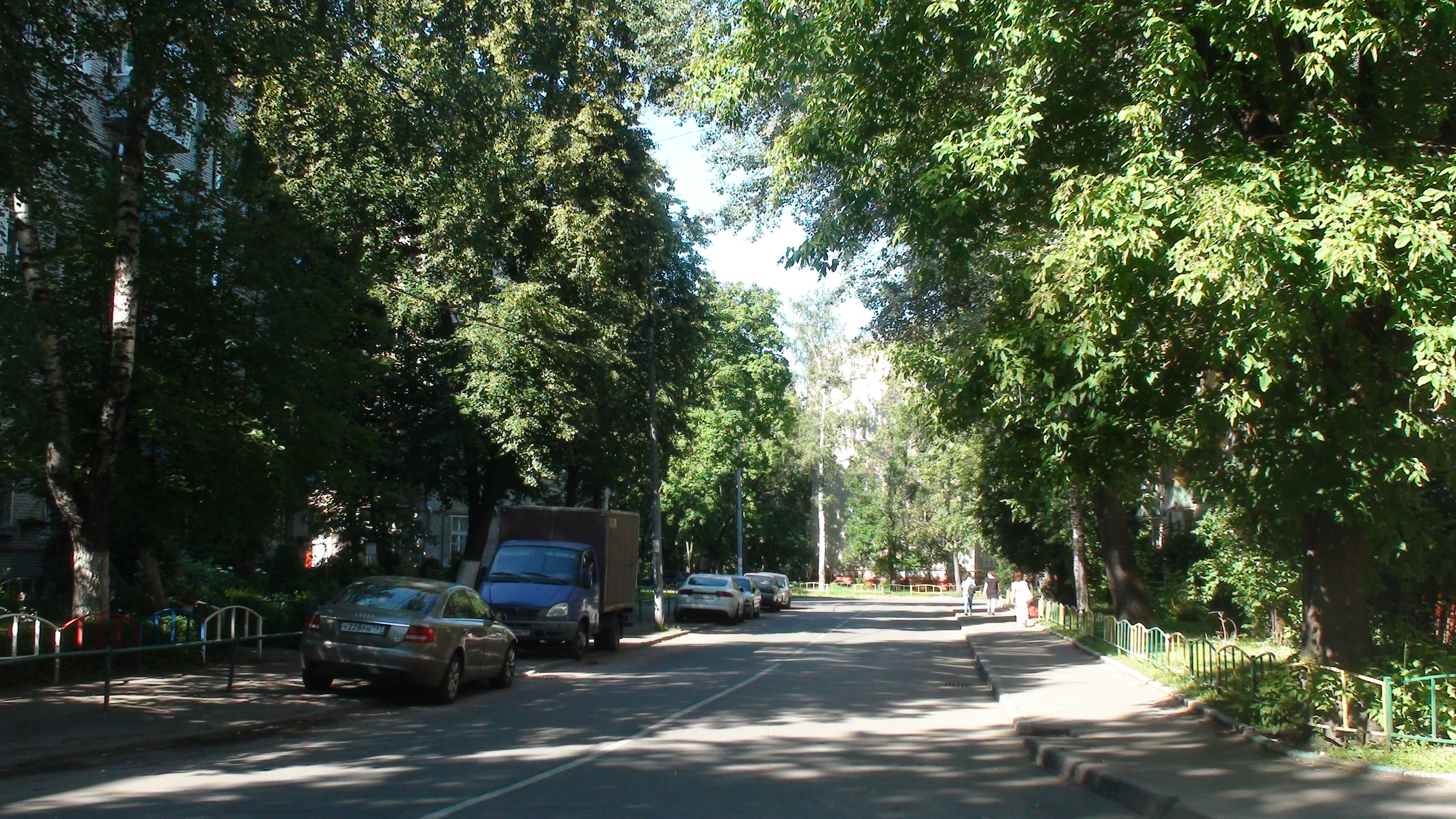
г. Москва 2-я Радиаторская улица
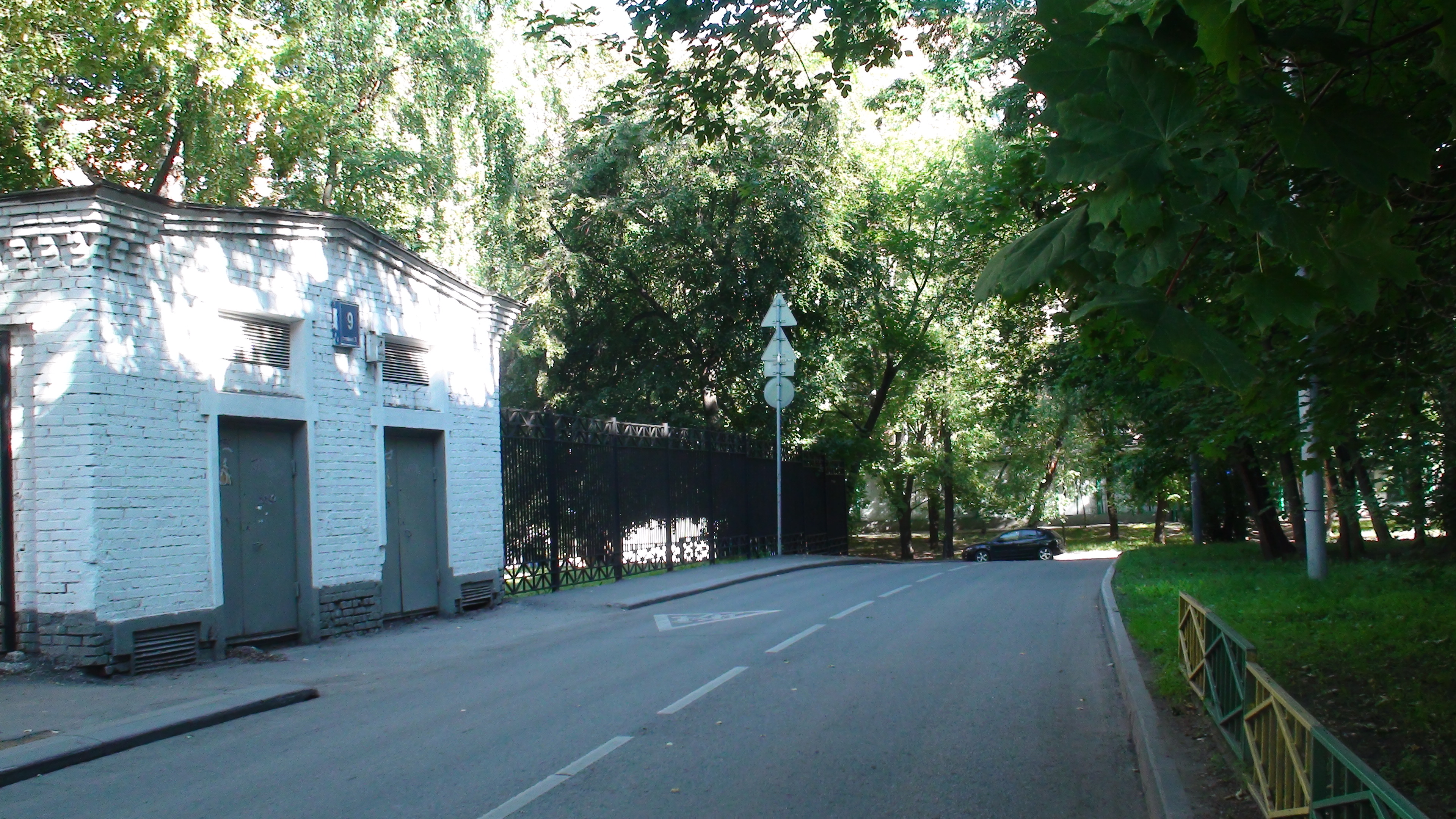
г. Москва 2-я Радиаторская улица
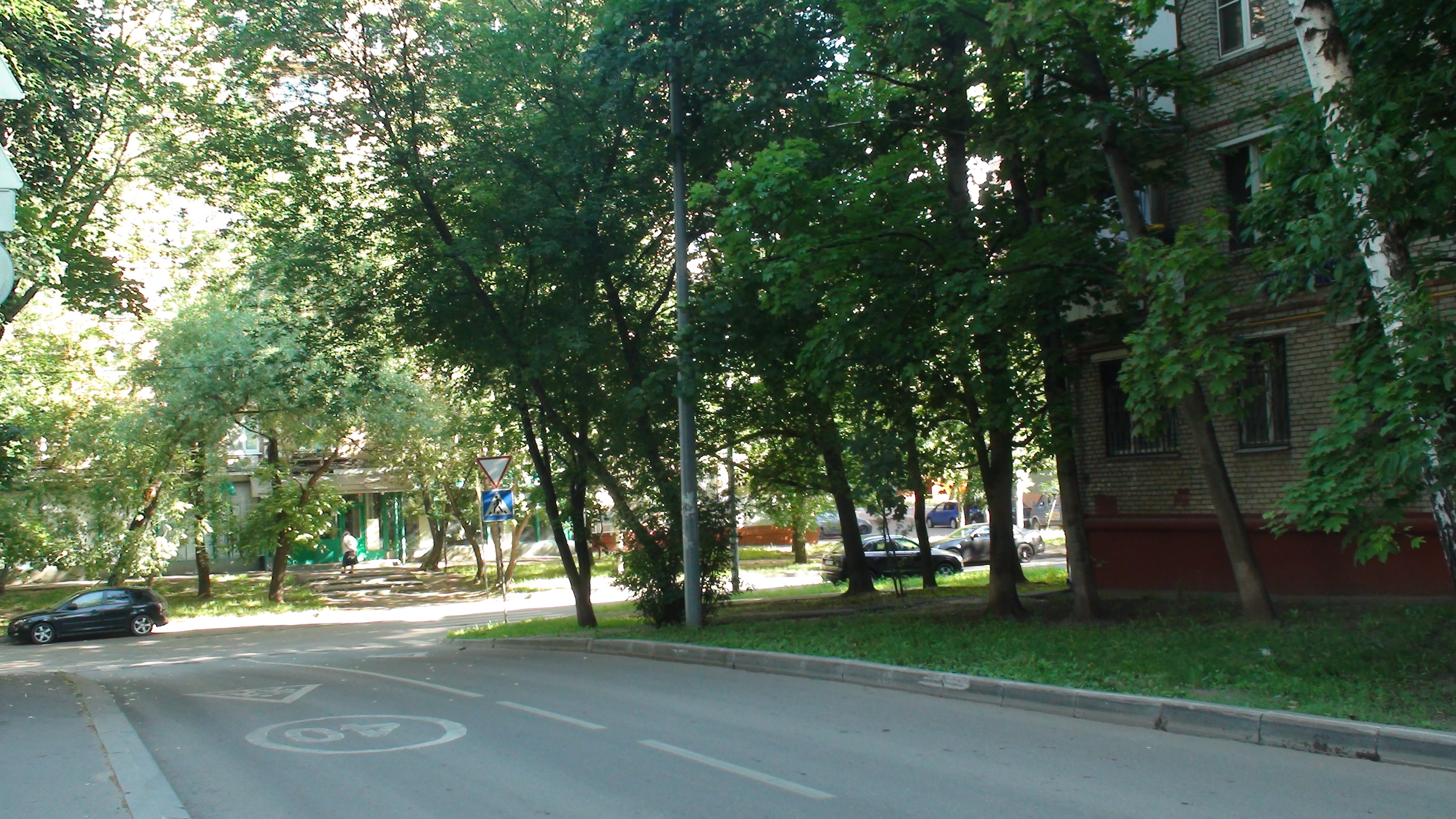
г. Москва 2-я Радиаторская улица
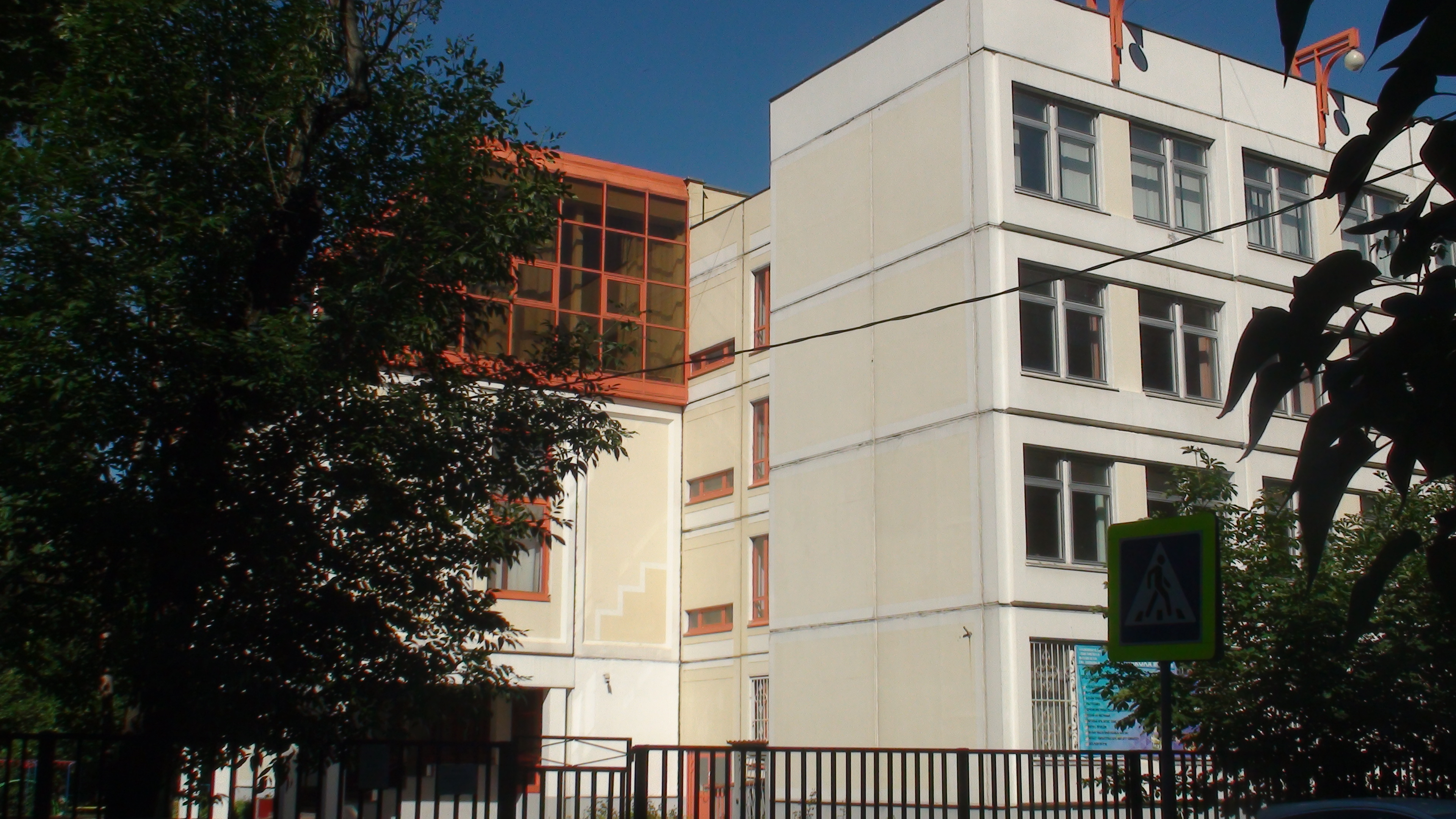
г. Москва 2-я Радиаторская улица, школа
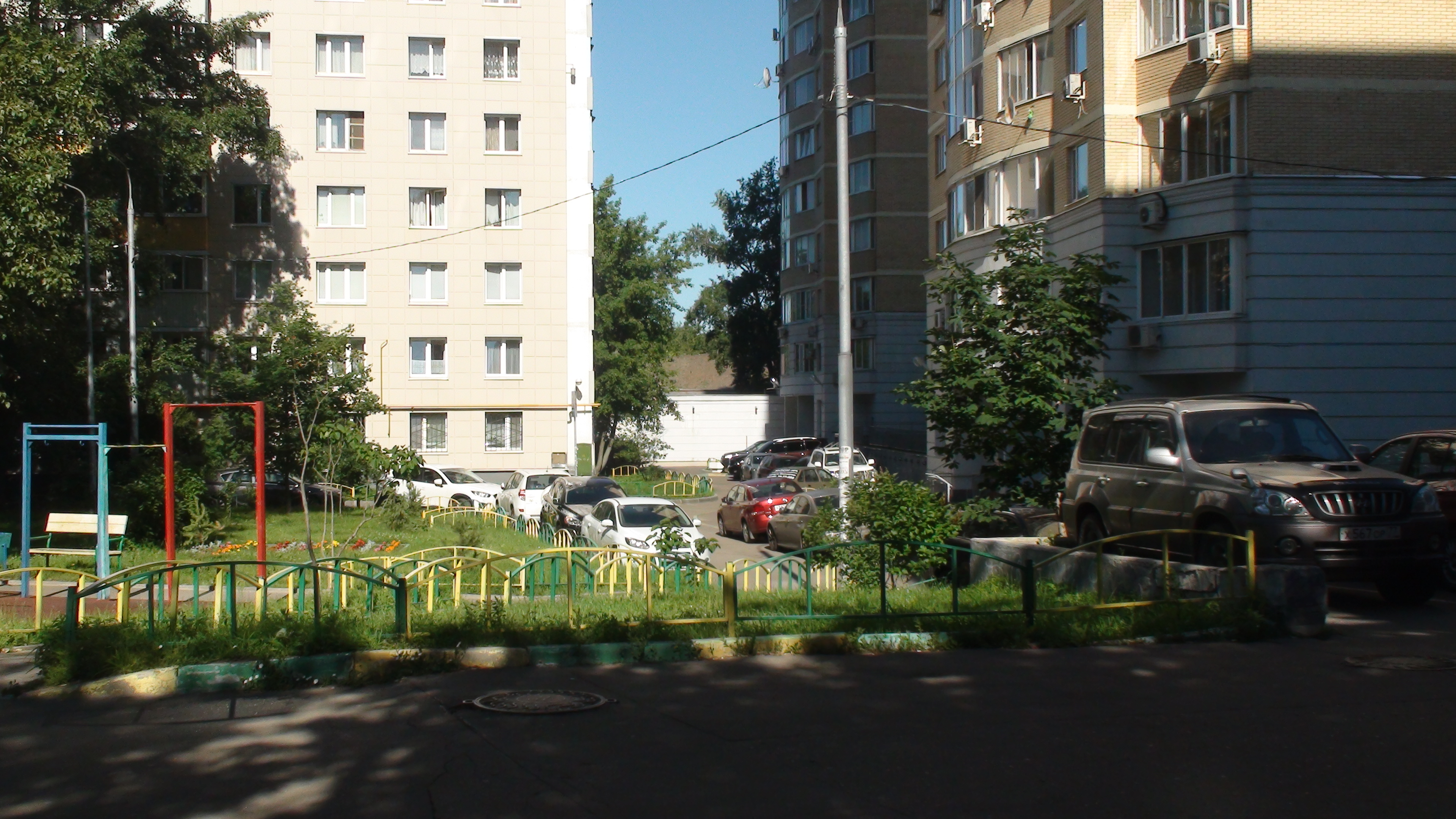
г. Москва 2-я Радиаторская улица
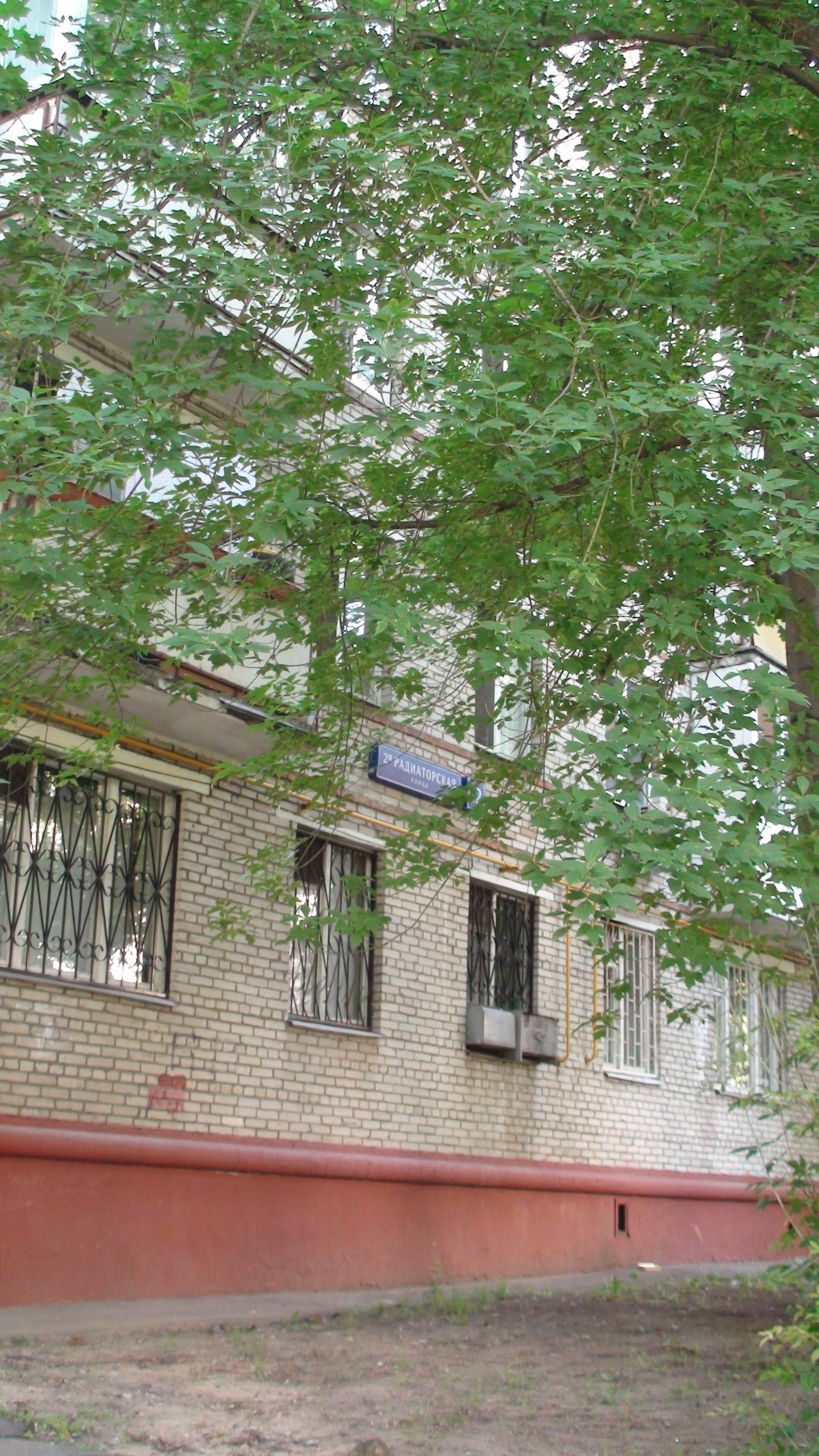
г. Москва 2-я Радиаторская улица